# 涅留恩格里區

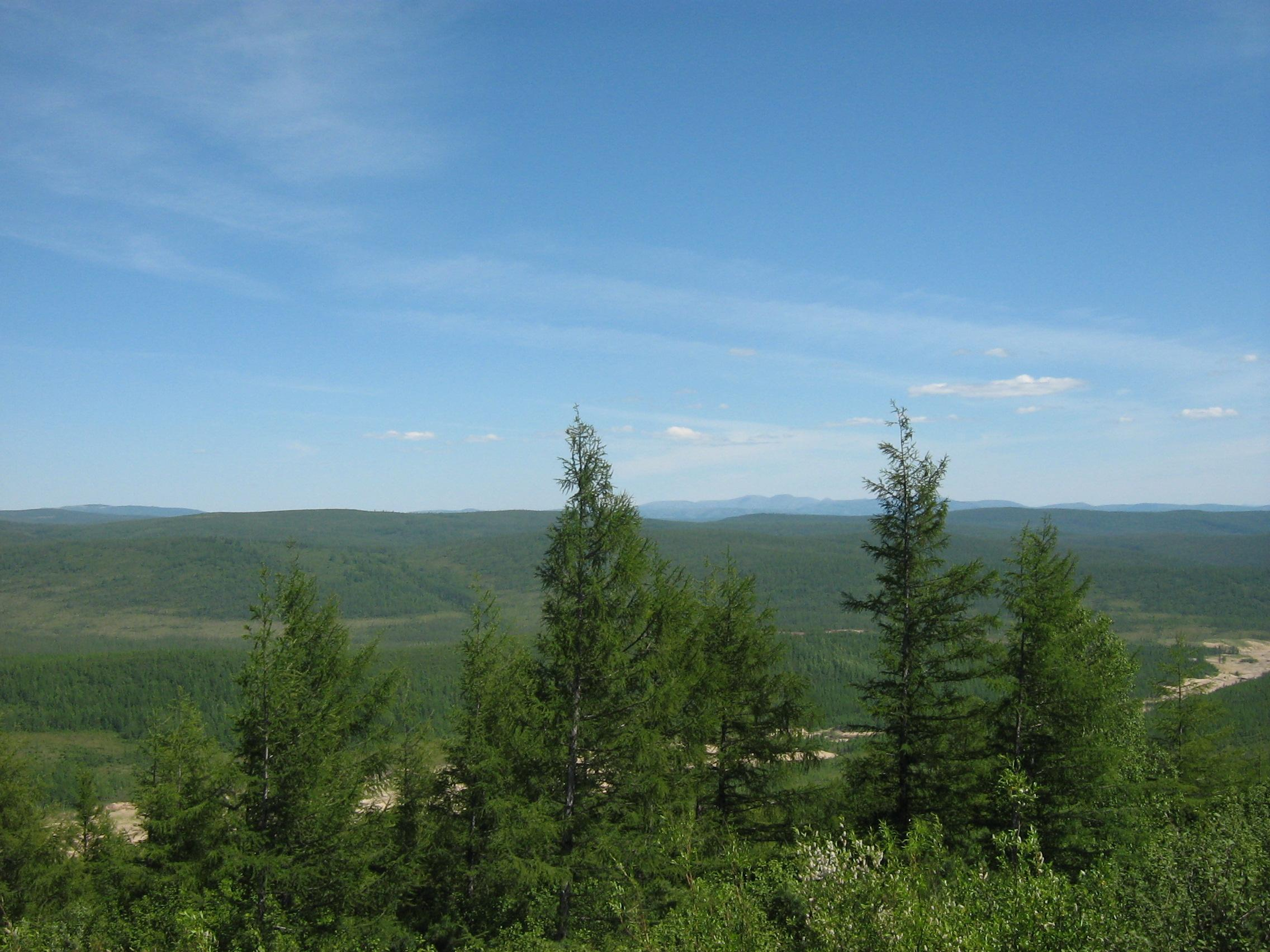

55°54′N 124°54′E / 55.9°N 124.9°E
涅留恩格里區（俄语：Нерюнгринский район），是俄羅斯的一個區，位於該國東部，由薩哈共和國負責管轄，始建於1975年11月6日，面積98,900平方公里，2010年人口21,019，人口密度每平方公里0.21人。